# Julia Heaberlin
Julia Heaberlin est une romancière américaine, auteure de roman policier.

## Biographie
Julia Heaberlin est originaire de Decatur au Texas. Journaliste, elle a travaillé pour le Detroit News, le Fort Worth Star-Telegram et le Dallas Morning News.
En 2012, elle publie son premier roman, Qui es-tu ? (Playing Dead). Son troisième roman Ainsi fleurit le mal (Black-Eyed Susans) est un best-seller international. Son quatrième roman, Fantômes de papier (Paper Ghosts), est finaliste prix Thriller 2019 du meilleur roman.

## Œuvre

### Romans
- Playing Dead (2012)
  - Qui es-tu ?, France Loisirs (2013)  (ISBN 978-2-298-06502-2), Presses de la Cité (2014)  (ISBN 978-2-258-09952-4)
- Lie Still (2013)
- Black-Eyed Susans (2015)
  - Ainsi fleurit le mal, Presses de la Cité (2016)  (ISBN 978-2-258-13530-7), réédition Le Grand Livre du mois (2016)  (ISBN 978-2-286-13575-1), réédition France Loisirs (2017)  (ISBN 978-2-298-13009-6),  réédition Pocket no 17034 (2018)  (ISBN 978-2-266-27865-2)
- Paper Ghosts (2018)
  - Fantômes de papier Presses de la Cité (2019)  (ISBN 978-2-258-15313-4)
- We Are All the Same in the Dark (2020)

## Prix et distinctions

### Nomination
- Prix Thriller 2019 du meilleur roman pour Paper Ghosts[1]